# Banda Eva
A Banda Eva é uma banda de axé brasileira. Iniciado em 1977 como um grêmio estudantil, o Eva se tornou um bloco carnavalesco em 1980, desfilando pelas ruas de Salvador anualmente comandando por diversos artistas conceituados – Aderson Cirne, Jota Morbeck, Carlinhos Caldas, Luiz Caldas, Marcionílio, Ricardo Chaves e Durval Lélys – apenas nos cinco dias de festança. Em 1993, visando o alcance do projeto, os empresários decidiram transformar o Eva em uma banda, a qual estreou liderada por Ivete Sangalo. Após três anos de sucesso no nordeste, o grupo ganhou destaque nacional em 1996, com o disco Beleza Rara, antecessor de seu maior sucesso, o registro Banda Eva Ao Vivo, que vendeu 2 milhões de cópias e projetou a vocalista como um dos maiores nomes do axé, além da faixa-título "Eva" como uma marca da banda, Ivete frente a Banda Eva  vendeu cerca de 6 milhões de cópias. Em 1999, após seis anos com seis discos lançados e comandado como "Me Abraça", "Arerê", "Eva", "Carro Velho", "Levada Louca" e "Beleza Rara", Ivete deixa a banda para seguir carreira solo.
Emanuelle Araújo assume os vocais, ficando por apenas 3 anos – nos quais retiraram-se canções como "Chuva de Verão" e "Pra Lá e Pra Cá" – em uma fase conturbada da banda, que sofreu pelas comparações com a cantora anterior, fazendo com que vocalista e empresários entrassem em acordo para que ela deixasse o Eva após o Carnaval de 2002. Apostando em um vocal masculino para renovar a imagem da banda e evitar novas controvérsias com o público, Saulo Fernandes assume a liderança, na qual ficou por onze anos e lançou seis discos, extraindo sucessos como "Não Me Conte Seus Problemas", "É do Eva", "Rua 15", "Toda Linda", "Circulou" e "Preta". Resgatando as raízes do axé, Saulo mudou a concepção da banda e imprimiu uma personalidade regional, com canções direcionadas às vertentes africanas empregadas na música baiana, deixando o Eva no Carnaval de 2013. Naquele ano Felipe Pezzoni assume os vocais.
Desde 1993 a Banda Eva vendeu 8 milhões de discos, se tornando uma das bandas de maior reconhecimento do axé, responsável pela descoberta e lançamento de grandes nomes da música – cantores e músicos – e um dos blocos mais tradicionais do Carnaval de Salvador.

## Carreira

### 1977–92: Grêmio e Bloco Eva
Em 1977, um grupo de onze amigos do Colégio Marista, de Salvador, – formado por Ademarzinho, André Silveira, Jorginho Sampaio, Ricardo Martins, Jonga Cunha, Maurício Magalhães, Hunfrey Ataíde, Guto Almendra, Eduardo Gil, Pernambuco e Cyro Coelho – decidiu criar um grêmio para se reunir fora dos domínios escolares, podendo festejar e tocar juntos canções de ijexá e frevo. O grêmio se reunia frequentemente no sítio de Ademarzinho, localizado na Estrada Velha do Aeroporto, sendo batizado como Eva, uma abreviação do nome da avenida, portanto sem ligação alguma com a história bíblica de Adão e Eva, como erroneamente pensava-se. Em 11 de fevereiro de 1980, durante uma das reuniões, os fundadores decidem transformar o grêmio em um bloco carnavalesco, uma vez que haviam se formado no colégio e não queriam perder o contato frequente, podendo se reunir no Eva para selar a amizade. Em 4 de junho de 1980 foi realizada a primeira festa do bloco Eva na Casa de Festejos, na qual tocou o Chiclete com Banana – na época ainda Scorpius.
Em 27 de fevereiro de 1981 o Eva saiu as ruas pela primeira vez como um bloco, tendo como vocalista daquele ano com Aderson Cirne, recém saído do Chiclete, além do guitarrista Gato e de Levi Pereira, baixista que viria a formar o Asa de Águia anos depois. Em seu primeiro ano, o Eva diferenciou-se dos outros trios elétricos por utilizar alto-falantes nas laterais para melhor a qualidade do som e fazê-lo chegar mais distante em um público maior, sistema idealizado por Carlos Correa (Gordinho) e Carlos Muller e tornando-se único aos demais trios da época, que utilizavam cornetas Selenium com menor alcance. Em 1982 o bloco foi as ruas puxado por Jota Morbeck, que cantou pela primeira vez "Eva", faixa da banda Rádio Táxi que seria gravada pelo Eva anos mais tarde, quando se tornasse banda. Em 1983 quem subiu no trio elétrico do Eva foi Carlinhos Caldas. Em 1984 Jota Morbeck voltou a assumir o bloco e, em sua homenagem, lançou o compacto Trio Elétrico Eva e Banda Eva com duas canções, "Sempre no Eva" e "Frevo Eva", sobre o Eva.
Em 1985 o Eva e o Camaleão foram os dois primeiros trios elétricos a percorrerem o Circuito Barra-Ondina, saindo do Farol da Barra e indo até a Praia de Ondina, inaugurando a nova rota, uma vez que até então existia apenas o Circuito Osmar. Naquele ano Jota dividiu os dias do bloco com Luiz Caldas, sendo que ambos artistas puxaram o trio em dias alternados. Nos Carnavais de 1986 e 1987 Marcionílio esteve a frente do Eva, sendo que o cantor compôs a canção "Eva Alegria" especialmente para se apresentar. Ainda no Carnaval de 1986, Daniela Mercury foi descoberta pelos empresários do Eva e contratada como backing de Marcionílio, sendo que a cantora ficou no posto até 1989 fazendo os vocais de apoio anualmente. Em 1988 o Eva fechou uma parceria longínqua com Ricardo Chaves, que se tornou puxador do trio durante cinco Carnavais, até 1992, e compôs "Eu Vou no Eva" em homenagem ao bloco para interpretar em seu primeiro Carnaval como puxador.

### 1993–96: Fundação da Banda Eva com Ivete Sangalo

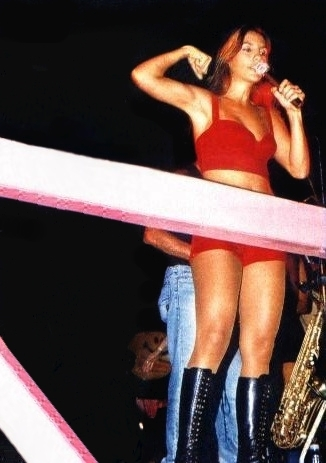
Ivete Sangalo como vocalista do Eva em 1997.

Em 1993 o Asa de Águia fecha parceria com o Eva para assumir o bloco até o Carnaval de 1995, sendo que Durval Lélys compõe a faixa "Leva Eu" em homenagem. Neste ano o Eva lançou o primeiro abadá composto por um shorts e uma camiseta curta, substituindo as mortalhas até o joelho e de malha utilizada até então. A ideia foi desenvolvida pelo estilista Pedrinho da Rocha e passou a ser adotada pelos demais blocos nos anos seguintes, seguindo a tendência desenvolvida para o Eva. Após o Carnaval, Jonga Cunha, um dos fundadores, percebeu o alcance do Eva e seu crescimento anual com o público, decidindo transformar o bloco em uma banda para expandir seu sucesso. Para o posto de vocalista, o produtor convidou Ivete Sangalo, cantora que ele já empresariava desde agosto de 1992, quando iniciou-a na carreira em pequenas apresentações pelo interior da Bahia, as quais lhe renderam o Troféu Caymmi como revelação. Jonga buscou alguns músicos experientes da Bahia para fazer parte da formação original da banda, fechando contrato com o saxofonista Paulinho Andrade, o percussionista Alexandre Lins, o guitarrista Rudnei Monteiro, o baterista Nairo Elo, o baixista Moisés Gabrielli e o tecladista Marcelo Alves.
O primeiro show oficial como Banda Eva ocorreu em 23 de junho no Bahia Othon Palace Hotel. Em 1 de dezembro de 1993 é lançado o primeiro álbum, o homônimo Banda Eva, pela Sony, tendo sido gravado no Estúdio WR e produzido por Jorge Cunha e Jorginho Sampaio. Um único single foi extraído do trabalho, "Adeus Bye Bye", citando a cultura afro-brasileira e a influência do Ilê ayê na música baiana. A canção conquistou notoriedade no nordeste quando Maria Bethânia incluiu-a em sua turnê, dando reconhecimento ao Eva. Apesar de não extrair outros singles, o disco vendeu 100 mil cópias. Em 1994 a banda assina com a PolyGram e, em 1 de maio, é liberado o segundo álbum, Pra Abalar, assinado pelos mesmos produtores e embalado pela sucesso de "Flores (Sonho Épico)". Os singles seguintes, "Alô Paixão" e "Pra Abalar", agitaram o Carnaval do ano posterior. O álbum vendeu 150 mil cópias. No Carnaval de 1995 Ivete puxou o bloco Adão, criado especialmente para ela naquele ano, uma vez que o Eva estava sob o comando do Asa de Águia.
Naquele ano, a banda realizou um show para 65 mil pessoas em Fortaleza, o qual foi assistido pela apresentadora Xuxa, que declarou ter ficado admirada e decidiu apadrinha-los, levando-os no Xuxa Park, o primeiro programa que o Eva participou em âmbito nacional. Apesar da grande repercussão no nordeste, onde o Eva realizava shows com milhares de pessoas, a banda ainda era desconhecido no sul e sudeste pela dificuldade de artistas de axé atingirem as rádios, tendo o programa aberto caminho para o reconhecimento em todo país e fazendo com que "Alô Paixão" e "Flores (Sonho Épico)", lançadas anos antes, conquistassem sucesso tardio nas principais rádios do país. Em 11 de junho é liberado o terceiro álbum, Hora H, produzido por Marco Mazzola, que trabalhava com os grandes artistas. O disco foi apresentado pela primeira vez no Domingão do Faustão, onde o primeiro single, "Me Abraça", foi entoado por toda plateia, se tornando a primeira faixa de repercussão nacional. O álbum ainda teve como lançamentos "Pegue Aí" e "Manda Ver", aposta do Carnaval daquele ano e que se tornou uma das mais executadas, vendendo ao todo 200 mil cópias.

### 1996–99: Auge do sucesso e saída de Ivete

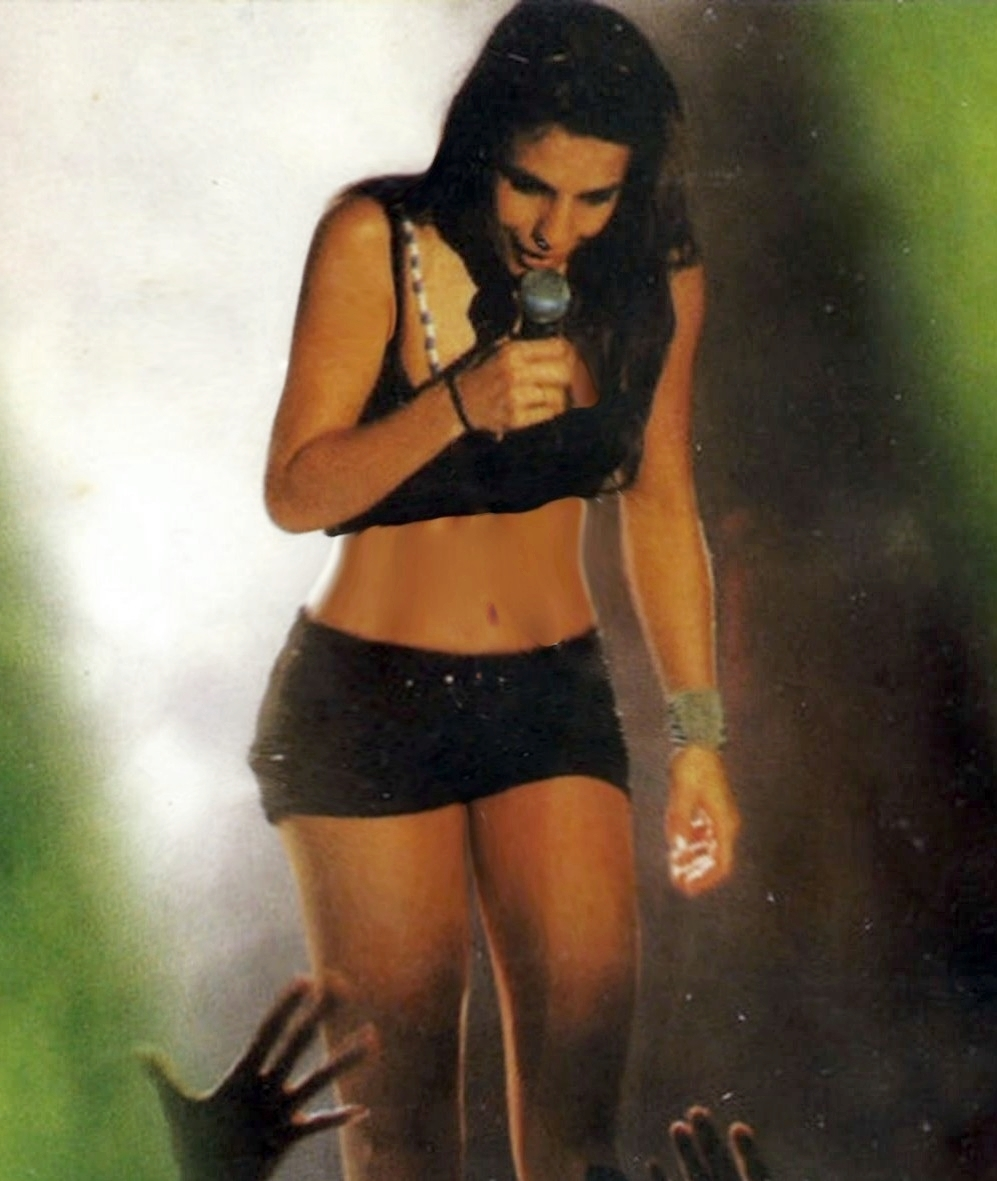
Ivete durante show do Eva em 1997.

No Carnaval de 1996 a banda assume o controle do bloco, uma vez que havia terminado o contrato com o Asa de Águia e os empresários avaliaram que Ivete já havia adquirido experiência suficiente para comanda-lo, naquela época o maior bloco carnavalesco de Salvador. Pouco antes do registro do novo material, o baterista Nairo Elo anuncia sua saída do grupo, sendo substituído por Toinho Batera, tendo ainda a entrada de Leonardo Costa para reforçar a percussão. Em 13 de junho é lançado o quarto álbum, Beleza Rara, que vendeu 500 mil cópias e conquistou a primeira certificação da banda, disco de ouro pelo Pro-Música Brasil. A faixa título foi lançada como primeiro single e atingiu rapidamente a primeira posição nas rádios brasileiras.
Para potencializar sua imagem, o Eva lançou seu primeiro videoclipe, gravado em Angra dos Reis, aproveitando o cenário para também gravar o vídeo de "Tic, Tic Tac", versão de Carrapicho para o nordeste. Nesta época o grupo já frequentava grandes programas de televisão e, em 26 de agosto, se apresentou pela primeira vez no Fortal, o principal evento do axé fora do Carnaval. Em 23 de janeiro de 1997 o Eva se apresenta como atração principal do evento da Marinha do Brasil pela candidatura do Brasil nos Jogos Olímpicos de 2004. "Levada Louca", lançada como segundo single, se tornou um dos maiores sucessos do Carnaval daquele ano. Para coroar a boa fase que viviam, o Eva deixa a PolyGram e assina com a Universal para lançar de seu primeiro álbum ao vivo, gravado em 4 de março na área externa do Bahia Othon Palace Hotel, em Salvador. Em 7 de julho é lançado o disco Banda Eva Ao Vivo, embalado pela versão de "Eva", que rapidamente se torna seu maior sucesso, além da canção-marca da banda.
O segundo single, "Vem Meu Amor", repetiu o feito e marcou o verão daquele ano. A aposta do Carnaval de 1998, "Arerê", despontou como um dos principais sucessos daquele ano. Além disso, o Eva lançou naquele ano o abadá de material 100% poliéster, inspirado pelas vestes esportivas, evitando a absorção de suor, revolucionando o modelo utilizado até então, fazendo com que outros artistas adotassem o mesmo molde em seus abadás. Como último single foi escolhido "Leva Eu", composta por Durval Lélys em 1993 durante o período em que o Asa de Águia comandou o bloco Eva e que se tornou uma marca nos shows, embora só tenha sido lançada cinco anos depois. Ao todo o disco vendeu 2 milhões de cópias e conquistou o disco de diamante, sendo a maior certificação de uma banda de axé. Em julho, quando Xuxa ausentou-se do Planeta Xuxa para ter sua filha, Ivete passou a comandar o programa durante a licença-maternidade.
Em setembro é anunciado que o grupo lançaria seu primeiro álbum de vídeo, gravado do show realizado na casa de espetáculos Olympia, em São Paulo, porém isso nunca veio a acontecer e, apenas muitos anos mais tarde, o registro foi disponibilizado no Youtube. 1 de outubro é lançado o sexto disco, Eva, Você e Eu, que trazia como carro-chefe "Carro Velho", sucesso no Carnaval do ano seguinte e que teve o videoclipe estreado na MTV Brasil. Em janeiro é lançado "De Ladinho", o segundo single do álbum e último com Ivete Sangalo como vocalista, que anunciou que deixaria a banda após o Carnaval para dedicar-se a carreira solo, avaliado pelos empresários que sua imagem havia ultrapassado os limites do Eva e se tornar uma artista própria lhe proporcionaria mais expansão. Ao todo o álbum vendeu 700 mil cópias e conquistou o disco de platina. Em 16 de fevereiro de 1999 Ivete faz sua despedida do Eva durante a terça-feira de Carnaval, sendo que a maioria dos músicos decidiu acompanha-la em carreira solo, deixando também a banda.

### 1999–02: Emanuelle Araújo

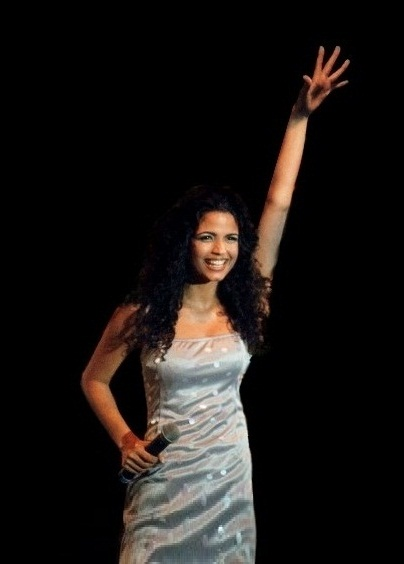
Emanuelle no Eva em 2000.

No final de 1998, após Ivete revelar para os empresários que deixaria a banda no início do próximo ano, os empresários começaram a buscar uma nova vocalista, cogitando nomes como Gilmelândia – uma fita demo havia chegado nas mãos da banda, porém a cantora já havia fechado com a Banda Beijo. Catia Guimma, da banda Patrulha, chegou a negociar com o grupo, porém Jonga Cunha decidiu convidar Emanuelle Araújo, cantora iniciante que havia sido contratada pela Companhia Clic seis meses antes, decidindo comprar seu passe, sendo que ela realizou apenas uma apresentação no grupo anterior. O saxofonista Paulinho Andrade, o baixista Moisés Gabrielli e o tecladista Marcelo Alves foram os únicos da formação original a permaneceram na banda, juntando-se a eles Nino Moura na guitarra, Ricardo Guerra e Rodrigo Suit na percussão e Fabio Slow na bateria.
Aproveitando a boa recepção do primeiro ao vivo, o grupo grava Banda Eva Ao Vivo II, lançado em 19 de novembro e contendo canções que ficaram de fora do anterior, além de inéditas. O primeiro single, "Chuva de Verão", foi apresentado com exclusividade no Domingão do Faustão. No Carnaval de 2000 Emanuelle assumiu o bloco pela primeira vez com o single "Pra Lá e Pra Cá", ganhando o prêmio de revelação pelo Troféu Dodô e Osmar. Tendo como último single "Oh Dó", o álbum vendeu 150 mil cópias. Sua entrada foi muito criticada pela imprensa, que classificou como uma "elitização do Carnaval", uma vez que foi escolhida uma universitária da alta classe e sem experiência com trio elétrico em vez de alguém com bagagem carnavalesca. Em 7 de novembro de 2000 é lançado o inédito Experimenta, vendendo um total de 100 mil. O primeiro single, "My Love", foi apresentada pela primeira vez no Planeta Xuxa No Carnaval de 2001 a banda enfrentou dificuldades para vender seus abadás, uma vez que boa parte do público havia focado-se na carreira solo de Ivete, e o Eva teve que ceder o bloco 4 dias para o Timbalada, indo às ruas apenas na segunda-feira.
A aposta carnavalesca daquele ano, "Levada do Amor", não gerou bons resultados nas rádios e a banda gravou rapidamente "Dê no Que Der" como outra alternativa. Logo após, a banda se apresentou no tradicional Festival de Montreux, na Suíça. Pelas fracas vendas e instabilidade de promover a banda até mesmo dentro do meio carnavalesco naquela fase, a Universal rompeu com o Eva no final daquele ano. Enfrentando a pressão do público pelas comparações com Ivete, além da cobrança comercial pela vendas terem diminuído, Emanuelle anunciou que sairia do Eva após o Carnaval de 2002. Por não ter nenhum trabalho inédito lançado, a banda gravou "Passinho do Amor" para o Carnaval de 2002, incluída apenas na coletânea Axé Bahia 2002.

### 2002–07: Saulo Fernandes e reestruturação

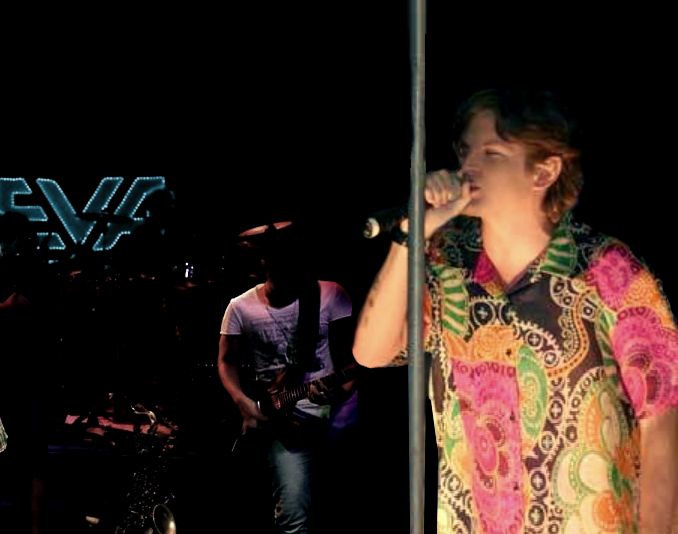
Saulo no Eva em 2004.

No início de 2002, Jonga Cunha contatou Saulo Fernandes, que era vocalista do Chica Fé, para ocupar o posto que seria deixado por Emanuelle, uma vez que o cantor já era produzido por ele. A escolha de um vocalista masculino foi uma estratégia pensada para o Eva não sofrer a mesma instabilidade de público e rejeição de imprensa que ocorreu na fase anterior, procurando criar uma nova imagem e reestruturar o estilo da banda com Saulo trazendo elementos e afro e reggae de suas experiências anteriores. A banda também teve outras alterações, saíndo os músicos que estavam nos últimos anos e entrando novos nomes. Logo nos primeiros meses o Eva assinou com a Abril Music e lançou seu novo álbum, Pra Valer, embalado pelo single "Coisa Linda" e, posteriormente, a aposta do verão, "Minha Menina". O álbum vendeu 30 mil cópias. Em fevereiro de 2003, porém, a Abril anuncia o fechamento, deixando o Eva e outros 38 artistas sem gravadora inesperadamente, o que interferiu na divulgação do álbum, que não teve promoção nas rádios e mais tiragens, tornando-o difícil de se encontrar nas lojas. Logo após o Eva acerta seu retorno para a Universal.

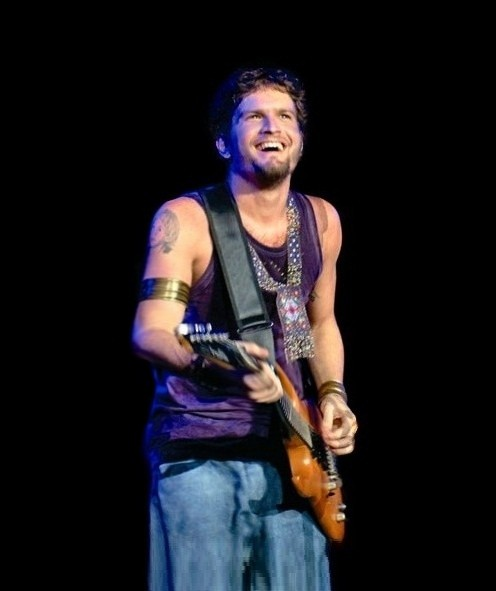
Saulo durante show em 2005.

Originalmente, a banda pretendia gravar um álbum ao vivo no Tocantins, em 4 de julho. O projeto, porém, foi gravado em 30 de julho em Salvador, sendo lançado em 7 de dezembro sob o nome de É do Eva - Ao Vivo. A faixa-título se tornou um dos grandes sucessos do Carnaval de 2004, além de uma das marcas da banda. O segundo single, "Duas Medidas", foi o primeiro a ganhar um videoclipe desde a saída de Ivete. O álbum ainda teve como singles "Querer" e "Mais do Que Preciso", vendendo 70 mil cópias. Nesta época o Eva renovou sua banda para dar mais profissonalismo no palco, dispensando os músicos considerados ainda inexperientes e permanecendo apenas o guitarrista e o baterista, além de passar a integrar o grupo outros por músicos com maior carga na carreira, incluindo Adriano Gaiarsa nos teclados, Léo Pinheiro no baixo, Marcelus Leone no saxofone, Alcione Rocha no trompete e trombone, além de três percussionistas pela primeira vez na banda – Alan Toreba,Rudson Daniel e Fabrício Scaldaferri.
Em 28 de junho a banda grava seu primeiro DVD em comemoração dos 25 anos no Riocentro, no Rio de Janeiro, trazendo a participação das duas antigas vocalistas, Ivete Sangalo e Emanuelle Araújo, além de antigos puxadores do bloco, Ricardo Chaves, Luiz Caldas, Durval Lélys e Marcionílio. O primeiro single, "Não Me Conte Seus Problemas", foi lançado em dueto com Ivete e atingiu a primeira posição nas rádios, se tornando o maior sucesso do Eva daquela fase. Banda Eva 25 Anos Ao Vivo foi lançado em 17 de setembro, trazendo no repertório canções em sua maioria da gestão de Saulo, salvo os duetos. O apoio de Ivete trouxe no trabalho do Eva ajudou a banda a ganhar reconhecimento nacional novamente, abrindo espaço nas rádios do sudeste. O álbum também teve como singles "Refrão" e "Anjo", com a participação de Daniela Mercury, que foi gravada em estúdio separadamente do show e gerou um videoclipe com a mesma. No Carnaval de 2007 a aposta foi "Loucura Maior", fechando a divulgação do trabalho. O álbum vendeu, ao todo, 100 mil cópias e o DVD 25 mil, conquistando o disco de ouro, consolidando a imagem do Eva como uma banda que conseguiu se reestruturar.

### 2007–13: Nova identidade e saída de Saulo

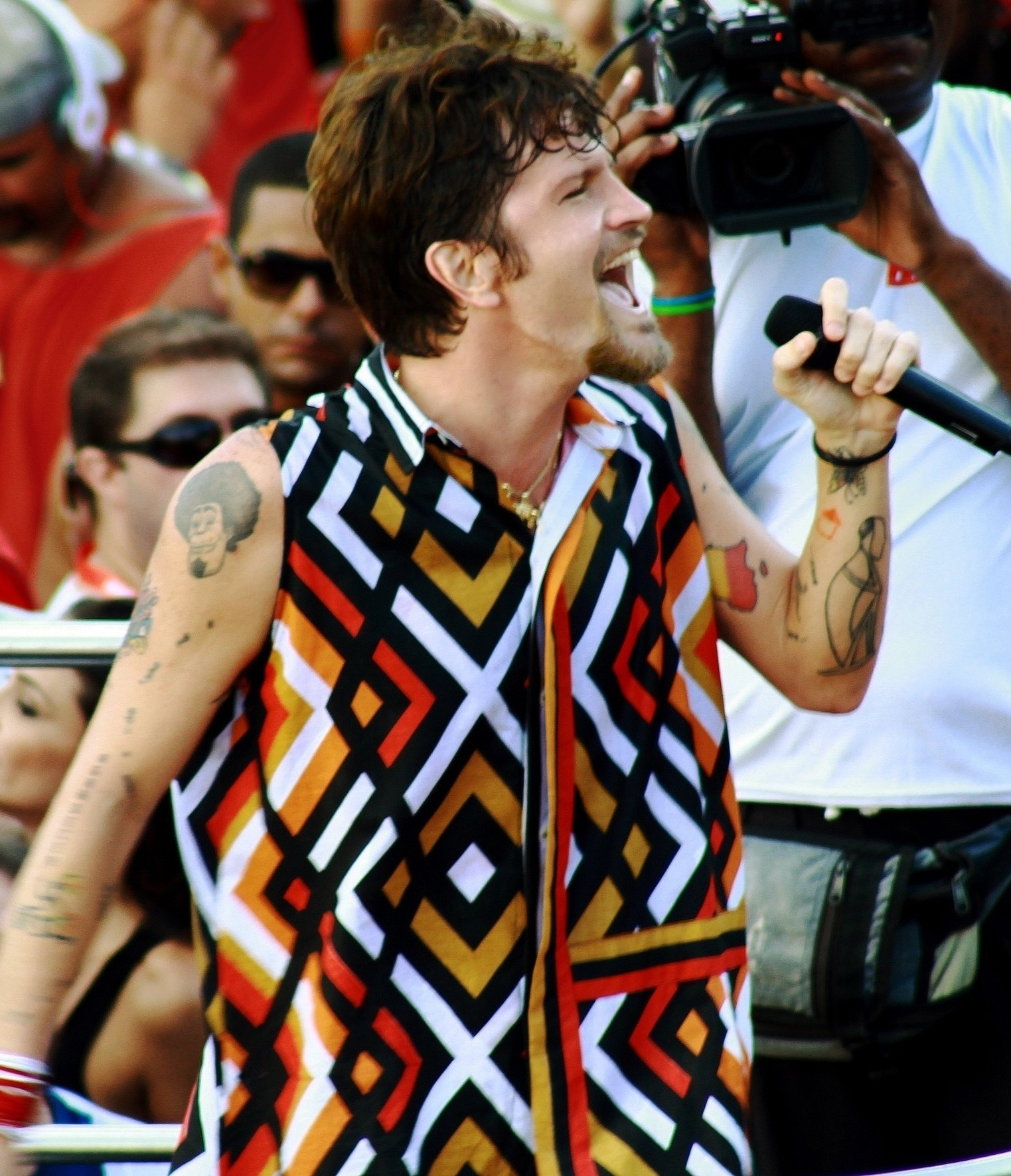
Eva no Carnaval de 2013.

Em 2007 a banda rompe com a Universal e assina com a Som Livre buscando uma maior autonomia. Em 24 de junho o percussionista Fabrício Scaldaferri falece de uma infecção generalizada causada pela doença meningocócica e a banda cancela os shows das duas semanas seguintes. Em 20 de novembro é lançado o terceiro álbum ao vivo seguido, Veja Alto, Ouça Colorido, que trouxe um repertório majoritariamente inédito, exceto pelas faixas "Eva" e "Me Abraça", além de um bônus na versão em DVD em homenagem ao percussionista morto. O disco foi marcado pela mudança de identidade do Eva, que passou a valorizar os tambores e as raízes africanas dentro de sua música e incorporar elementos mais consistentes do reggae, além de ter autonomia para adotar também um visual escolhido pelos próprios músicos, com batas e estampas afros. Além disso, o disco foi o primeiro a não trazer a banda na capa, sendo um pedido de Saulo, que explicou a necessidade de não vender mais a imagem, mas apenas sua musicalidade. Logo o primeiro single, "Rua 15", já trouxe essa concepção, citando a vivência soteropolitana, a etimologia do Obá e o refrão em chócue. Saulo criou o personagem Zuma para aparecer no videoclipe.
"Diz que Vai Voltar" foi escolhido como segundo single e "Só Por Ti" veio logo na sequência, com um videoclipe gravado em Nova Iorque. Para divulgar o disco, a banda lançou a turnê EvaNave, que trazia um cenário em formato de nave espacial. "Toda Linda", lançado como último single, foi escolhida como aposta para o Carnaval de 2009 e se tornou uma das canções mais executadas nas rádios baianas naquele verão. Em 15 de agosto o Eva lança seu novo single, "Lugar da Alegria", que viria a fazer parte próximo disco da banda, atingindo a primeira posição no Billboard Hot Regional Salvador. Em 18 de outubro é lançado o décimo terceiro álbum do Eva, Lugar da Alegria, o primeiro gravado em estúdio em sete anos, trazendo as participações especiais de Ninha, Margareth Menezes, Tatau e Carlinhos Brown. Seguindo a tradição de álbuns visuais, em 11 de novembro é lançado o DVD ao vivo Lugar da Alegria, referente ao show do álbum. A turnê iniciou-se no mesmo dia, com um show realizado no Teatro Castro Alves e a venda dos ingressos totalmente revertida para instituições de caridade. "Tudo Certo na Bahia", com a participação de Ninha, foi liberado em 29 de dezembro como segundo single e tema do Carnaval do próximo ano, atingindo a primeira posição.
"Tão Sonhada", escrita por Saulo em homenagem a seus filhos, foi escolhida como terceiro single e lançada em 13 de julho de 2010. A faixa chegou na posição numero dois na tabela regional. Em outubro o disco recebe uma indicação ao Grammy Latino como Melhor Álbum de Música Regional ou de Raizes Brasileiras, sendo o maior reconhecimento recebido pelo Eva, solidificando sua imagem. Em 29 de novembro "Agradecer" é lançada como quarto e último single, tema do Carnaval do ano seguinte, marcando o terceiro primeiro lugar na Billboard regional de Salvador. Em maio de 2011 o Eva entra em estúdio para gravar seu novo álbum, batizando-o de CNRT e publicando todos os bastidores da gravação semanalmente no site da banda. Em 11 de outubro é lançado "Circulou" como primeiro single do projeto, que atingiu a primeira posição no regional de Salvador e trinta e sete na Brasil Hot 100 Airplay. A canção foi condecorada como a melhor canção do Carnaval nos três principais prêmios da música baiana – Troféu Band Folia, Troféu Castro Alves e Troféu Dodô e Osmar. Além disso, a canção levou também o prêmio do Troféu Bahia Folia pela primeira vez na carreira.
Em 20 de janeiro é lançado o décimo quarto álbum, CNRT - Conexão Nagô Rede Tambor, contendo trinta canções, divididas em um disco duplo. Em 27 de abril é lançado o segundo single, "Sei". Nesta época surgiram os primeiros rumores de que Saulo deixaria o comando da banda, porém o cantor negou que isso viria a acontecer. Em 7 de novembro, porém, Saulo anuncia que deixaria o Eva realmente após o Carnaval de 2013 para seguir carreira solo, revelando que não poderia falar sobre o assunto anteriormente por questões contratuais até tudo estar acertado com os empresários. Em 2 de dezembro é lançado o último single do álbum e de Saulo como vocalista, "Preta", que rapidamente atinge a primeira posição na tabela regional e se torna uma das canções mais marcantes do Eva. Em 12 de fevereiro de 2013 o vocalista se despede da banda em seu último dia de Carnaval comandando o bloco. Com a saída de Saulo, os músicos também decidiram deixar o Eva e integrar a banda do cantor em sua carreira solo.

### 2013–presente: Felipe Pezzoni

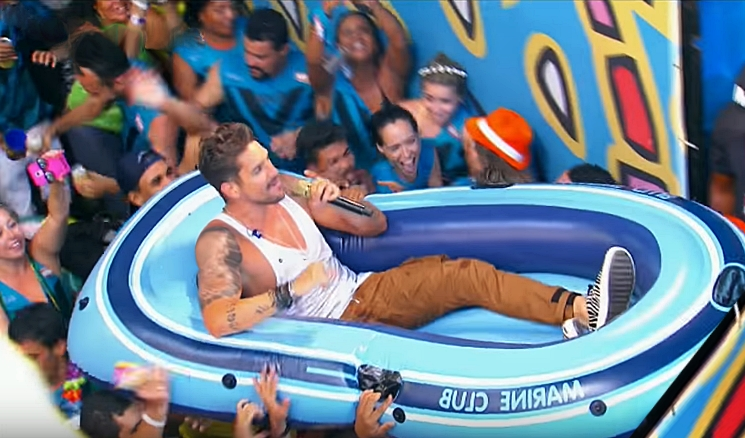
Felipe canta em um bote levado pelo público no Carnaval de 2017.

Em busca de um novo nome para assumir a banda, os empresários chegaram a cogitar Ana Mametto e Sâmya Maia, vocalista do Magníficos. Felipe Pezzoni, que na época era vocalista da Mil Verões, assumiu o Eva após o Carnaval de 2013, trazendo consigo uma banda completamente renovada com músicos mais novos – uma vez que os que estavam até então seguiram com Saulo para sua carreira solo. Logo no primeiro mês a banda libera na internet uma regravação de "Naná Naná", originalmente do álbum Hora H, de 1995. Em 21 de agosto é lançado o primeiro single oficial com Felipe, "Simplesmente". O décimo quinto álbum, também intitulado Simplesmente, é liberado em 12 de novembro de forma independente. "Se Joga Por Cima de Mim" é escolhida como tema do Carnaval de 2014 e liberada como segundo single em 12 de janeiro. Por seu desempenho, Felipe foi condecorado naquele Carnaval como revelação pelo Troféu Band Folia, Troféu Castro Alves e Troféu Dodô e Osmar.
"No Meu Jardim" foi escolhido como último single e se tornou a primeira faixa da fase a entrar na Billboard Hot Regional Salvador, em número dez. Em 8 de dezembro é lançada a faixa inédita "Feminina" como tema do Carnaval 2015. "Moinhos de Amor" foi lançada na sequência, trazendo um videoclipe gravado em parceria com a VEVO para divulgação da banda. Em maio a banda assina com a Universal novamente e grava o primeiro DVD de sua nova fase em 23 de maio, no Hotel Tivoli, em São Paulo. O primeiro single oficial do projeto, "Brindar", foi liberado em 14 de agosto e viria a ser trabalhada com mais cuidado para se tornar tema do próximo Carnaval. O lançamento do décimo sexto álbum, Sunset, foi gravado ao vivo e lançado em 13 de novembro, trazendo os maiores sucessos da banda, algumas inéditas e as canções liberadas anteriormente. Após o ano de 2016 trabalhando na divulgação do projeto, o Eva lança a versão de "Não Vá Embora", uma regravação de Marisa Monte, como tema do Carnaval de 2017 em versão de axé.

## Discografia
Álbuns de estúdio
- Banda Eva (1993)
- Pra Abalar (1994)
- Hora H (1995)
- Beleza Rara (1996)
- Eva, Você e Eu (1998)
- Experimenta (2000)
- Pra Valer (2002)
- Lugar da Alegria (2009)
- CNRT - Conexão Nagô Rede Tambor (2012)
- Simplesmente (2013)

Álbuns ao vivo
- Banda Eva Ao Vivo (1997)
- Banda Eva Ao Vivo II (1999)
- É do Eva - Ao Vivo (2004)
- Banda Eva 25 Anos Ao Vivo (2005)
- Veja Alto, Ouça Colorido (2007)
- Sunset (2015)
- Eva 4.0 (2019)
- Sem Filtro (2022)

## Integrantes

### Atuais
- Felipe Pezzoni – vocal (2013–presente)
- Marcelinho Oliveira – teclado (2013–presente)
- Hugo Alves – percussão (2013–presente)
- Esso Brumom – bateria (2013–17; 2019–presente)
- Max Fragoso – saxofone (2018–presente)
- Ciro Junior – percussão (2018–presente)
- Betinho Iris – baixo (2019–presente)
- Peterson Figueredo – guitarra (2019–presente)

### Ex-integrantes
- Ivete Sangalo – vocal (1993–99)
- Paulinho Andrade – saxofone e trompete (1993–05)
- Moisés Gabrielli – baixo (1993–05)
- Marcelo Alves – teclado (1993–05)
- Alexandre Lins – percussão (1993–99)
- Rudnei Monteiro – guitarra (1993–99)
- Nairo Elo – bateria (1993–96)
- Toinho Batera – bateria (1996–99)
- Leonardo Costa – percussão (1996–98)
- Emanuelle Araújo – vocal (1999–02)
- Nino Moura – guitarra (1999–02)
- Ricardo Guerra – percussão (1999–02)
- Rodrigo Suit – percussão (1999–02)
- Fabio Slow – bateria (1999–02)
- Saulo Fernandes – vocal (2002–13)
- Ronaldo Cavalcante – guitarra (2002–13)
- Fabio Rocha – bateria (2002–13)
- Alexandre Sousa – percussão (2002–05)
- Néry – trompete e trombone (2002–05)
- Adriano Gaiarsa – teclado (2002–13)
- Léo Pinheiro – baixo (2002–13)
- Alan Toreba – percussão (2002–13)
- Rudson Daniel – percussão (2005–13)
- Marcelus Leone – saxofone (2005–13)
- Alcione Rocha – trompete e trombone (2005–13)
- Fabrício Scaldaferri – percussão (2005–07)
- Ênio Taquari – percussão (2007–13)
- Jorginho Sancof – guitarra (2013–19)
- Cristiano Ferreira – baixo (2013–19)
- Alex Pontes – percussão (2013–18)
- Ton Carvalho – saxofone (2013–18)
- Jhon Lira – bateria (2018)

## Turnês
- Turnê Flores (1994–95)
- Turnê Hora H (1995–96)
- Turnê Beleza Rara (1996–98)
- Turnê Eva, Você e Eu (1998)
- Eva Ao Vivo (1999–01)
- Turnê Pra Valer (2003)
- É do Eva: Ao Vivo (2004–05)
- Turnê 25 Anos (2005–07)
- Turnê EvaNave (2008–09)
- Turnê Lugar da Alegria (2009–12)
- Turnê CNRT (2012–13)
- Turnê Simplesmente (2013–15)
- Turnê Sunset (2016–presente)